# 张友金
张友金，清华大学数学科学系教授，研究领域为数学物理、可积系统理论。曾获得中国教育部自然科学奖一等奖，任中华人民共和国教育部2007年度“长江学者”特聘教授，享受国务院政府特殊津贴。

## 生平
曾在中国科技大学任教，1999年至今，在清华大学数学科学系任教。